# Carlos Esteban Deive
Carlos Esteban Deive (Sarria, Lugo, 26 de diciembre de 1935-24 de diciembre de 2019) fue un escritor, narrador y dramaturgo hispanodominicano.

## Biografía
Aunque nació en España toda su actividad profesional ocurrió en la República Dominicana. Fue doctor en filosofía e historia de América. Cultivaba la literatura, la antropología social y la historia. Fue decano de la facultad de Humanidades de la Universidad Nacional Pedro Henríquez Ureña y fue  miembro de la Academia Dominicana de la Lengua. Entre sus obras se destacan la novela Las devastaciones, galardonada con el premio Siboney de literatura; La esclavitud del negro en Santo Domingo, Heterodoxia e Inquisición en Santo Domingo, entre otras. Obtuvo el Premio Nacional de Historia por su obra Vudú y magia en Santo Domingo. En 2014 el historiador comentó sobre su identidad nacional de esta forma: «Aunque nació en España, este doctor en Filosofía e Historia de América, ha desarrollado toda su actividad profesional en la República Dominicana».
Falleció el 24 de diciembre de 2019 a los ochenta y dos años tras sufrir un infarto.

## Obras
- Tendencias de la novela contemporánea. 1963.
- Magdalena. 1964.
- Museo de diablos. 1966.
- El indio, el negro y la vida tradicional dominicana. 1978.
- Las devastaciones: novela. 1979.
- La esclavitud del negro en Santo Domingo, 1492-1844, Volumen 1 y 2. 1980.
- Heterodoxia e Inquisición en Santo Domingo, 1492-1822. 1983.
- Los refugiados franceses en Santo Domingo (1789-1801). 1984.
- Los Cimarrones del Maniel de Neiba: historia y etnografía. 1985.
- Vodú y magia en Santo Domingo. 1988.
- Las emigraciones dominicanas a Cuba: 1795-1808. 1989.
- Las emigraciones canarias a Santo Domingo: siglos XVII y XVIII, 1991.
- Obras completas: Ensayos literarios. 1994.
- La Española y la esclavitud del indio. 1995.
- Tangomangos: contrabando y piratería en Santo Domingo, 1522-1606. 1996.
- La mala vida: delincuencia y picaresca en la Colonia Española de Santo Domingo. 1997.
- Los guerrilleros negros: esclavos fugitivos y cimarrones en Santo Domingo. 1997.
- Identidad y racismo en la República Dominicana. 1999.
- Rebeldes y marginados: ensayos históricos. 2002.
- Diccionario de dominicanismos. 2002.
- Antología de la flora y fauna de Santo Domingo en cronistas y viajeros: siglos XV- XX. 2002.
- Viento negro, bosque del caimán: novela. 2002.
- Documentos para la historia de la independencia de Cuba. 2003.
- ¿Quién se atreve con un entremés de Cristóbal de LLerena? 2005.
- El festín de los generales. 2007.
- Los dominicanos vistos por extranjeros (1730-1929). 2009.
- Honor y gloria: los dominicanos en las guerras de independencia de Cuba. 2011.
- ¿Y tu abuela dónde está?: el negro en la historia y la cultura dominicanas. 2013.
- Las culturas afrocaribeñas. 2015.
- Sherlock Holmes y el misterio de los restos de Colón. 2016.
- Los gallegos y otros españoles en Santo Domingo 1492-2014: ensayo. 2016.
- Bibliotecas privadas y vida cotidiana en la colonia de Santo Domingo. 2017.
- Toussaint Louverture, la rebelión negra de 1791 y Santo Domingo. 2018.